# Olympische Sommerspiele 1976/Teilnehmer (Puerto Rico)
| Gelbes Symbol für Goldmedaillen mit stilisierten Olympischen Ringen | Graues Symbol für Silbermedaillen mit stilisierten Olympischen Ringen | Braundes Symbol für Bronzemedaillen mit stilisierten Olympischen Ringen |
| ------------------------------------------------------------------- | --------------------------------------------------------------------- | ----------------------------------------------------------------------- |
| —                                                                   | —                                                                     | 1                                                                       |

Puerto Rico nahm an den Olympischen Sommerspielen 1976 in Montreal mit einer Delegation von 80 Athleten (73 Männer und 7 Frauen) an 74 Wettkämpfen in zwölf Sportarten teil.
Der Boxer Orlando Maldonado gewann im Halbfliegengewicht mit Bronze die einzige Medaille für Puerto Rico bei den Spielen.

## Teilnehmer nach Sportarten

### Bogenschießen
Männer
- Edgardo Berdeguer
Einzel: 31. Platz

Frauen
- María Medina
Einzel: 27. Platz

### Basketball
- 9. Platz
Butch Lee
Earl Brown
Héctor Blondet
Jimmy Thordsen
Luis Brignoni
Mariano Ortíz
Michael Vicens
Neftalí Rivera
Raymond Dalmau
Bobby Álvarez
Rubén Rodríguez
Teo Cruz

### Boxen
- Orlando Maldonado
Halbfliegengewicht: Bronze

- Julio Guzman
Fliegengewicht: in der 1. Runde ausgeschieden

- Alejandro Silva
Bantamgewicht: im Achtelfinale ausgeschieden

- Carlos Calderón
Federgewicht: in der 1. Runde ausgeschieden

- Robert Andino
Leichtgewicht: in der 1. Runde ausgeschieden

- Ismael Martínez
Halbweltergewicht: in der 1. Runde ausgeschieden

- Carlos Santos
Weltergewicht: im Viertelfinale ausgeschieden

- Wilfredo Guzman
Halbmittelgewicht: im Viertelfinale ausgeschieden

- Carlos Betancourt
Mittelgewicht: in der 1. Runde ausgeschieden

- José Rosa
Halbschwergewicht: im Achtelfinale ausgeschieden

### Fechten
Männer
- José Samalot
Florett: 43. Platz

- Gilberto Peña
Degen: 55. Platz

- Rubén Hernández
Degen: 62. Platz

Frauen
- Dinorah Enríquez
Florett: 48. Platz

### Gewichtheben
- Porfirio de León
Fliegengewicht: 15. Platz

- Julio Martínez
Leichtgewicht: 16. Platz

### Judo
- Angelo Ruiz
Leichtgewicht: im Achtelfinale ausgeschieden

- Carlos Miranda
Halbmittelgewicht: in der 1. Runde ausgeschieden

- Pedro Santos
Mittelgewicht: in der 1. Runde ausgeschieden

- Eliudis Benítez
Halbschwergewicht: in der 1. Runde ausgeschieden

- José Chandri
Schwergewicht: in der 1. Runde ausgeschieden
Offene Klasse: in der 1. Runde ausgeschieden

### Leichtathletik
Männer
- Pedro Ferrer
100 m: im Vorlauf ausgeschieden
200 m: im Viertelfinale ausgeschieden
4-mal-400-Meter-Staffel: im Vorlauf ausgeschieden

- Iván Mangual
100 m: im Viertelfinale ausgeschieden
4-mal-400-Meter-Staffel: im Vorlauf ausgeschieden

- Jorge Ortíz
400 m: im Vorlauf ausgeschieden
4-mal-400-Meter-Staffel: im Vorlauf ausgeschieden

- Antonio Colón
1500 m: im Vorlauf ausgeschieden

- José de Jesús
Marathon: 23. Platz

- Victor Serrano
Marathon: 53. Platz

- Arnaldo Bristol
110 m Hürden: im Halbfinale ausgeschieden

- Julio Ferrer
400 m Hürden: im Halbfinale ausgeschieden
4-mal-400-Meter-Staffel: im Vorlauf ausgeschieden

- Amado Morales
Speerwurf: 12. Platz

Frauen
- Ileana Hocking
400 m: im Vorlauf ausgeschieden
800 m: im Vorlauf ausgeschieden

### Reiten
- Juan Rieckehoff
Springreiten: 20. Platz

### Ringen
- John de Jesús
Papiergewicht, Freistil: in der 2. Runde ausgeschieden

- Benjamin Varela
Federgewicht, Freistil: in der 2. Runde ausgeschieden

- Rafael González
Leichtgewicht, Freistil: in der 3. Runde ausgeschieden

- Dennis Herrick
Weltergewicht, Freistil: in der 2. Runde ausgeschieden

- Manuel Villapol
Mittelgewicht, Freistil: in der 2. Runde ausgeschieden

### Schießen
- Jaime Vives
Schnellfeuerpistole 25 m: 39. Platz

- Juan Marchand
Schnellfeuerpistole 25 m: 43. Platz

- Johnny Cannizzaro
Freie Pistole 50 m: 32. Platz

- Ralph Rodríguez
Kleinkalibergewehr Dreistellungskampf 50 m: 47. Platz
Kleinkalibergewehr liegend 50 m: 12. Platz

- Manuel Hawayek
Kleinkalibergewehr liegend 50 m: 47. Platz

- Pedro Ramírez
Laufende Scheibe 50 m: 20. Platz

- René Berlingeri
Skeet: 47. Platz

- Rafael Batista
Skeet: 49. Platz

### Schwimmen
Männer
- Fernando Cañales
100 m Freistil: im Vorlauf ausgeschieden
4-mal-200-Meter-Freistil-Staffel: im Vorlauf ausgeschieden
4-mal-100-Meter-Lagen-Staffel: im Vorlauf ausgeschieden

- Francisco Cañales
200 m Freistil: im Vorlauf ausgeschieden
400 m Freistil: im Vorlauf ausgeschieden
4-mal-200-Meter-Freistil-Staffel: im Vorlauf ausgeschieden

- José-Ricardo de Jesús
400 m Lagen: im Vorlauf ausgeschieden
4-mal-200-Meter-Freistil-Staffel: im Vorlauf ausgeschieden

- Arnaldo Pérez
100 m Schmetterling: im Vorlauf ausgeschieden
4-mal-200-Meter-Freistil-Staffel: im Vorlauf ausgeschieden

- Carlos Berrocal
100 m Rücken: 4. Platz
200 m Rücken: im Vorlauf ausgeschieden
4-mal-100-Meter-Lagen-Staffel: im Vorlauf ausgeschieden

- Carlos Nazario
100 m Brust: im Vorlauf ausgeschieden
200 m Brust: im Vorlauf ausgeschieden
4-mal-100-Meter-Lagen-Staffel: im Vorlauf ausgeschieden

- Orlando Catinchi
200 m Brust: im Vorlauf ausgeschieden

- John Daly
100 m Schmetterling: im Vorlauf ausgeschieden
200 m Schmetterling: im Vorlauf ausgeschieden
4-mal-100-Meter-Lagen-Staffel: im Vorlauf ausgeschieden

Frauen
- Jane Fayer
100 m Freistil: im Vorlauf ausgeschieden
200 m Freistil: im Vorlauf ausgeschieden
4-mal-100-Meter-Freistil-Staffel: im Vorlauf ausgeschieden
4-mal-100-Meter-Lagen-Staffel: im Vorlauf ausgeschieden

- Diana Hatler
400 m Freistil: im Vorlauf ausgeschieden
800 m Freistil: im Vorlauf ausgeschieden
4-mal-100-Meter-Freistil-Staffel: im Vorlauf ausgeschieden
4-mal-100-Meter-Lagen-Staffel: im Vorlauf ausgeschieden

- Angela López
100 m Brust: im Vorlauf ausgeschieden
200 m Brust: im Vorlauf ausgeschieden
4-mal-100-Meter-Freistil-Staffel: im Vorlauf ausgeschieden
4-mal-100-Meter-Lagen-Staffel: im Vorlauf ausgeschieden

- María Mock
100 m Schmetterling: im Vorlauf ausgeschieden
200 m Schmetterling: im Vorlauf ausgeschieden
4-mal-100-Meter-Freistil-Staffel: im Vorlauf ausgeschieden
4-mal-100-Meter-Lagen-Staffel: im Vorlauf ausgeschieden

### Segeln
- José Benítez
470er-Jolle: 25. Platz

- Miguel Casellas
470er-Jolle: 25. Platz

- Garry Hoyt
Tempest: 15. Platz

- Hovey Freeman
Tempest: 15. Platz

- Chris Stater
Tornado: 14. Platz

- Richard Darmanin
Tornado: 14. Platz

- James Fairbank
Soling: 22. Platz

- Lee Gentil
Soling: 22. Platz

- Juan Torruella, Sr.
Soling: 22. Platz